# Molophilus tillyardi
Molophilus tillyardi är en tvåvingeart som beskrevs av Alexander 1922. Molophilus tillyardi ingår i släktet Molophilus och familjen småharkrankar. Inga underarter finns listade i Catalogue of Life.